# Tenis na Letních olympijských hrách 2004
Tenis na Letních olympijských hrách 2004 v Athénách měl na programu celkem čtyři soutěže, v jehož rámci se představily mužská dvouhra a čtyřhra, stejně jako ženská dvouhra a čtyřhra.
Poražení semifinalisté odehráli zápas o bronzovou medaili.

## Olympijský turnaj
Olympijský turnaj se konal mezi 15.–22. srpna 2004 na otevřených dvorcích s tvrdým povrchem DecoTurf v řecké metropoli Athénách, které již olympiádu hostily v roce 1896.

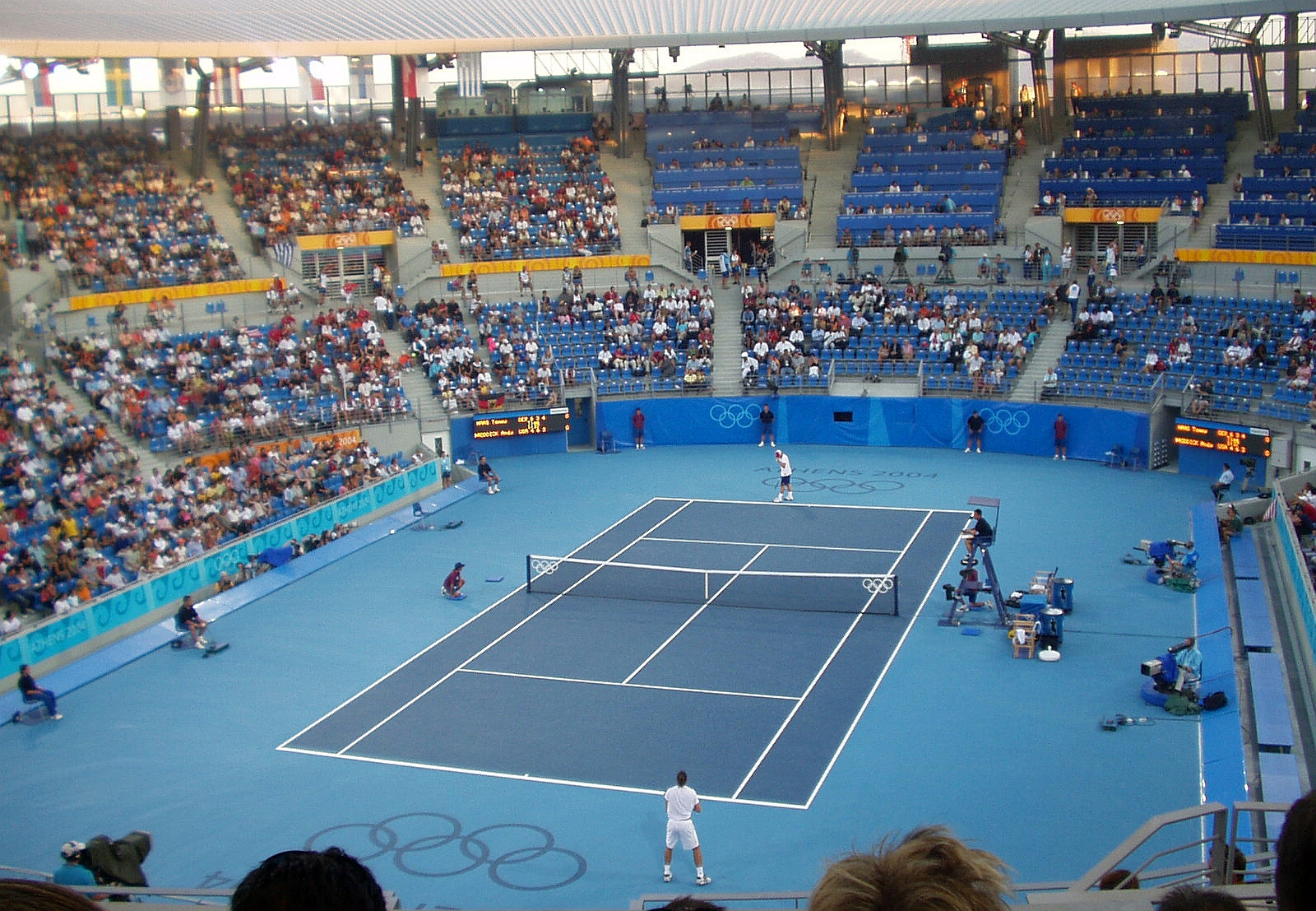
Zápas na centrálním dvorci

Dějištěm se stalo Athénské olympijské tenisové centrum, ležící v severovýchodní části města Marousi. Postaveno byl přímo pro olympijskou událost. K jeho otevření došlo v únoru 2004 a obsahovalo šestnáct dvorců. V soutěžích hrálo celkem 172 účastníků. Poprvé v historii byly výsledky z olympijského turnaje započítány v podobě bodů do žebříčků ATP a WTA.
Pořadí národů vyhrálo premiérově Chile, jehož tenisté si odvezli zlaté kovy ze dvou soutěží a jeden bronz. V mužském singlu triumfoval desátý nasazený Nicolás Massú, který se stal prvním chilským olympijským vítězem v historii. Ve finále přehrál amerického olympionika Mardyho Fishe po pětisetovém dramatu. Největším překvapením se stala porážka světové jedničky Rogera Federera, když ve druhém kole nestačil na 74. hráče žebříčku Tomáše Berdycha.

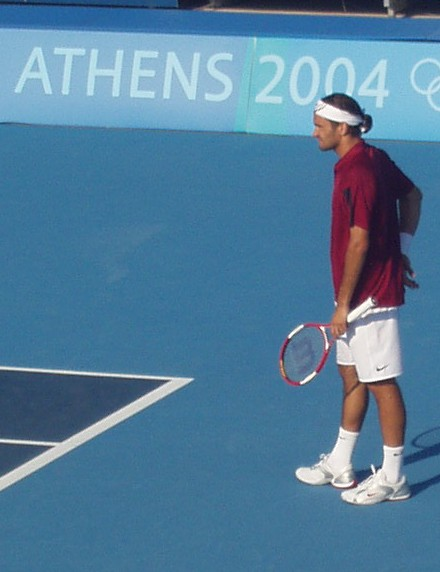
Rogera Federera už ve 2. kole vyřadil Berdych

Ženskou dvouhru ovládla turnajová jednička Justine Heninová-Hardenneová po výhře nad druhou nasazenou Francouzkou Amélií Mauresmovou. Stala se tak prvním belgickým medailistou v tenisu a současně jedinou olympijskou vítězkou belgické výpravy na hrách. Bronzovou medaili si odvezla nenasazená Australanka Alicia Moliková, když porazila světovou trojku Anastasii Myskinovou z Ruska.
Mužskou deblovou soutěž opanovala chilská nenasazená dvojice Nicolás Massú a Fernando González poté, co v pětisetovém boji o zlato porazila německý pár Nicolas Kiefer a Rainer Schüttler. Massú se tak stal prvním mužským dvojnásobným šampionem v tenisu od Olympiády 1924, na níž dvakrát vyhrál Američan Vincent Richards.
V ženské čtyřhře turnajové vítězství vybojovala osmá nasazená dvojice Sun Tchien-tchien a Li Tching, když si ve finále poradila se španělskými reprezentantkami Conchitou Martínezovou a Virginií Ruanovou Pascualovou. Obě Číňanky se tak staly vůbec prvními čínskými medailisty v tenisu.
Premiérovou účast na olympijských hrách si připsala americká tenistka Martina Navrátilová, která vytvořila v ženské čtyřhře třetí nasazenou dvojici s Lisou Raymondovou. Ve čtvrtfinále skončily na raketách japonského páru Šinobu Asagoeová a Ai Sugijamová po setech 4–6, 6–4 a 4–6.

## Přehled medailí

### Medailisté
| Soutěž         | Zlato                                           | Stříbro                                                            | Bronz                                                    |
| Mužská dvouhra | Nicolás Massú · Chile (CHI)                     | Mardy Fish · Spojené státy americké (USA)                          | Fernando González · Chile (CHI)                          |
| Ženská dvouhra | Justine Henin-Hardenneová · Belgie (BEL)        | Amélie Mauresmová · Francie (FRA)                                  | Alicia Moliková · Austrálie (AUS)                        |
| Mužská čtyřhra | Fernando González · Nicolás Massú · Chile (CHI) | Nicolas Kiefer · Rainer Schüttler · Německo (GER)                  | Mario Ančić · Ivan Ljubičić · Chorvatsko (CRO)           |
| Ženská čtyřhra | Sun Tchien-tchien · Li Tching · Čína (CHN)      | Conchita Martínezová · Virginia Ruano Pascualová · Španělsko (ESP) | Paola Suárezová · Patricia Tarabiniová · Argentina (ARG) |

### Pořadí národů
| Pořadí | Země                         | Zlato | Stříbro | Bronz | Celkově |
| 1.     | Chile (CHI)                  | 2     | 0       | 1     | 3       |
| 2.     | Belgie (BEL)                 | 1     | 0       | 0     | 1       |
| 2.     | Čína (CHN)                   | 1     | 0       | 0     | 1       |
| 4.     | Francie (FRA)                | 0     | 1       | 0     | 1       |
| 4.     | Německo (GER)                | 0     | 1       | 0     | 1       |
| 4.     | Španělsko (ESP)              | 0     | 1       | 0     | 1       |
| 4.     | Spojené státy americké (USA) | 0     | 1       | 0     | 1       |
| 8.     | Argentina (ARG)              | 0     | 0       | 1     | 1       |
| 8.     | Austrálie (AUS)              | 0     | 0       | 1     | 1       |
| 8.     | Chorvatsko (CRO)             | 0     | 0       | 1     | 1       |